# Sixte Coupal dit la Reine
Sixte Coupal dit la Reine (1er mai 1825-22 juin 1891) est un agriculteur et homme politique fédéral, provincial et municipal du Québec.

## Biographie
Né à Saint-Cyprien-de-Léry dans le Bas-Canada, M. Coupal sert comme juge de paix et maire de la municipalité de Napierville. Devenu député du Parti rouge dans la circonscription de Napierville dans le Canada-Est en 1863, son mandat prend fin lors de l'avènement de la Confédération canadienne, projet auquel il s'oppose.
Élu député du Parti libéral du Canada dans la circonscription fédérale de Napierville en 1867, il fut défait en 1872 et en 1874 par l'ancien co-Premier ministre du Canada-Uni Antoine-Aimé Dorion. De retour en lors d'une élection partielle après la démission de Dorion en 1874, il fut réélu en 1875 et en 1878. Il est défait en 1882 par Médéric Catudal.